# Dicranomyia (Idioglochina) flavalis
Dicranomyia (Idioglochina) flavalis is een tweevleugelige uit de familie steltmuggen (Limoniidae). De soort komt voor in het Australaziatisch gebied.